# جمهورية البوسنة والهرسك
جمهورية البوسنة والهرسك كانت دولة في جنوب شرق أوروبا قائمة من عام 1992 إلى 1995. وهي السلف القانوني المباشر لدولة البوسنة والهرسك الحالية.
الديانة الإسلامية
انفصلت البوسنة والهرسك عن جمهورية يوغوسلافيا الاشتراكية الاتحادية المتفككة في 3 مارس 1992. وقد أدى ذلك على الفور تقريبا إلى اندلاع حرب البوسنة والهرسك التي استمرت طوال فترة وجود الجمهورية. أسس قادة اثنتين من الأعراق الثلاثة الرئيسية للبوسنة والهرسك وهما الصرب والكروات كيانات منفصلة وهما جمهورية صرب البوسنة والجمهورية الكرواتية في البوسنة والهرسك على التوالي والتي لم تعترف بها دولة البوسنة والهرسك والحكومات الدولية. بشكل غير رسمي تم اعتبار هذه الأحداث كدليل على أن جمهورية البوسنة والهرسك تمثل في المقام الأول سكانها من البوسنيين (معظمهم من المسلمين) على الرغم من أن رئاسة الجمهورية وحكومتها كانت لا تزال تتألف رسميا من الصرب والكروات إلى جانب البوشناق.
ولكن بموجب اتفاقية واشنطن لعام 1994 انضم البوشناق إلى الكروات في الجمهورية الكرواتية في البوسنة والهرسك والتي ألغيت بموجب هذه الاتفاقية دعما للجمهورية من خلال تشكيل اتحاد البوسنة والهرسك كيان مشترك تابع للدولة. في عام 1995 انضمت اتفاقيات دايتون للسلام إلى اتحاد البوسنة والهرسك مع الكيان الصربي جمهورية صرب البوسنة من تلك النقطة فصاعدا المعترف بها رسميا ككيان سياسي فرعي دون حق الانفصال في دولة البوسنة والهرسك.
كانت جمهورية البوسنة والهرسك موجودة بشكل قانوني إلى أن شاركت في التوقيع على الملحق 4 لاتفاقية دايتون الذي يحتوي على دستور البوسنة والهرسك في 14 ديسمبر 1995 لكن الوثائق الرسمية تكشف أن الدولة كانت موجودة حتى نهاية عام 1997 عند تنفيذ تم الانتهاء من اتفاقية دايتون وعندها فقط دخلت حيز التنفيذ بالكامل.

## التاريخ

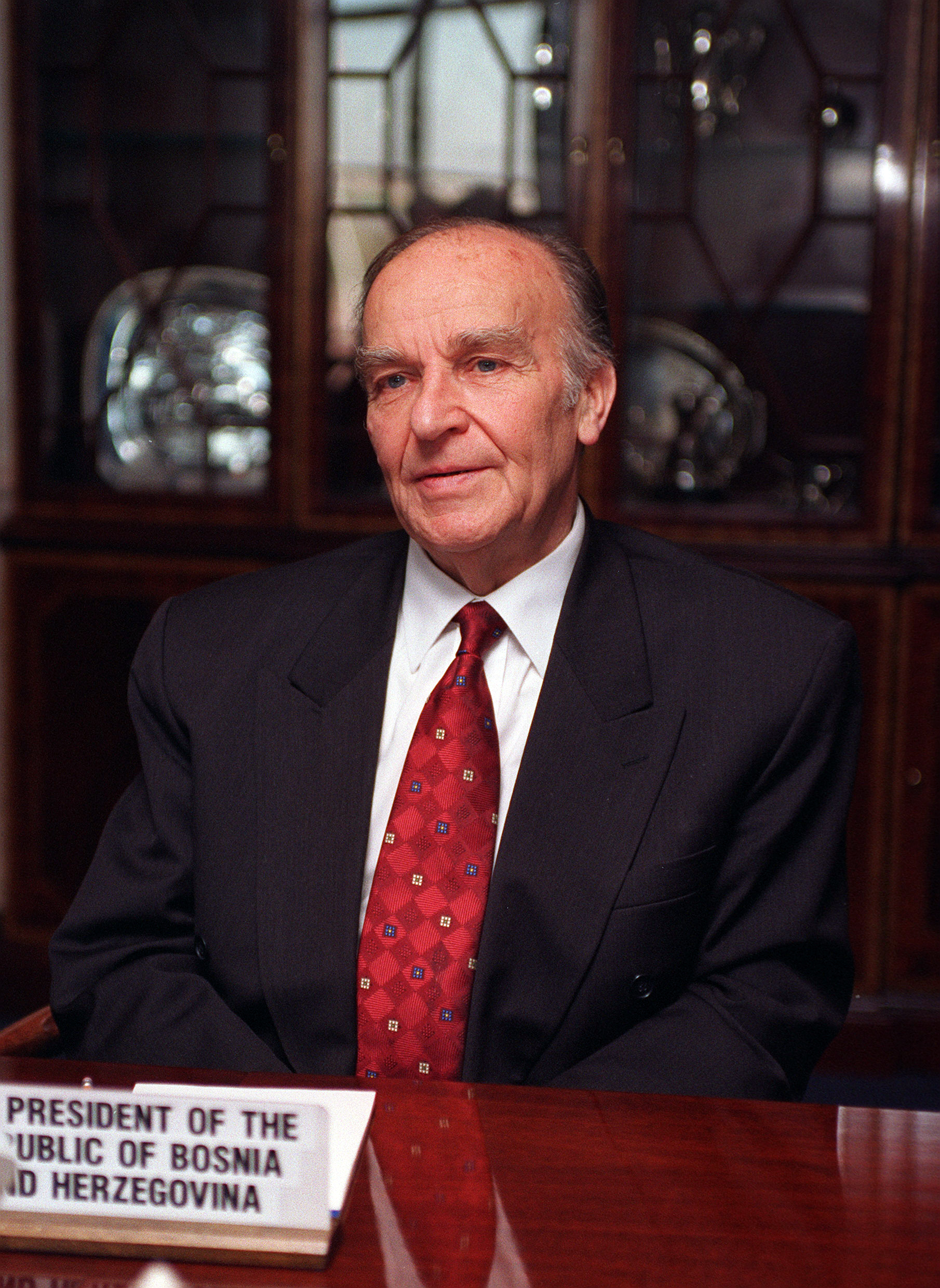
علي عزت بيغوفيتش خلال زيارة للولايات المتحدة عام 1997.

أدت الانتخابات البرلمانية لعام 1990 إلى جمعية وطنية تهيمن عليها ثلاثة أحزاب عرقية والتي شكلت ائتلافا فضفاضا للإطاحة بالشيوعيين من السلطة. وضعت إعلانات كرواتيا وسلوفينيا اللاحقة للاستقلال والحرب التي تلت ذلك البوسنة والهرسك والشعوب الثلاثة المكونة لها في موقف حرج. سرعان ما تطور انقسام كبير حول مسألة البقاء مع الاتحاد اليوغوسلافي (المفضل بشكل كبير بين الصرب) أو السعي إلى الاستقلال (المفضل بشكل كبير بين البوسنيين والكروات). إعلان السيادة في أكتوبر 1991 تلاه استفتاء على الاستقلال عن يوغوسلافيا في فبراير ومارس 1992. تمت مقاطعة الاستفتاء من قبل الغالبية العظمى من صرب البوسنة والهرسك بحيث بلغت نسبة الإقبال على التصويت 64٪ وصوت 99٪ منهم لصالح الاقتراح وبالتالي أصبحت البوسنة والهرسك دولة ذات سيادة.
في الوقت الذي يتم فيه مناقشة أول ضحية في الحرب بدأت الهجمات الصربية المهمة في مارس 1992 في شرق وشمال البوسنة والهرسك. بعد فترة متوترة من التوترات المتصاعدة والحوادث العسكرية المتفرقة بدأت الحرب المفتوحة في سراييفو في 6 أبريل.
كان الاعتراف الدولي بالبوسنة والهرسك يعني انسحاب جيش يوغوسلافيا الشعبي رسميا من أراضي الجمهورية على الرغم من أن أعضاءهم من صرب البوسنة والهرسك انضموا فقط إلى جيش جمهورية صرب البوسنة. تمكنت جمهورية صرب البوسنة المسلحة والمجهزة من مخازن جيش يوغوسلافيا الشعبي في البوسنة والهرسك وبدعم من المتطوعين في عام 1992 من وضع جزء كبير من البلاد تحت سيطرتها. بحلول عام 1993 عندما اندلع الصراع الكرواتي البوسني بين حكومة سراييفو والجمهورية الكرواتية في البوسنة والهرسك كان الصرب يسيطرون على حوالي 70٪ من البلاد.
في عام 1993 اعتمدت السلطات في سراييفو قانون لغة جديد من المصطلحات الثلاثة: البوسنية والصربية والكرواتية.
في مارس 1994 أدى توقيع اتفاقية واشنطن بين البوسنيين والقادة الكرواتيين إلى إنشاء اتحاد البوسنة والهرسك المشترك. هذا إلى جانب الغضب الدولي من جرائم الحرب والفظائع الصربية (وأبرزها مذبحة سربرنيتسا التي راح ضحيتها أكثر من 8000 شخص في يوليو 1995) ساعدت في قلب مد الحرب. أدى التوقيع على اتفاقية دايتون في باريس من قبل رؤساء البوسنة والهرسك (علي عزت بيغوفيتش) وكرواتيا (فرانيو تودجمان) وصربيا (سلوبودان ميلوسيفيتش) إلى وقف القتال مما أدى تقريبا إلى إنشاء الهيكل الأساسي للدولة الحالية . لقد خلفت السنوات الثلاث من الحرب وإراقة الدماء ما بين 95000 و100000 قتيل وأكثر من مليوني نازح.

## السكان
تتمتع البوسنة والهرسك بتنوع ديموغرافي أكبر من معظم الدول الأوروبية الأخرى. وفقا لتعداد عام 1991، بلغ عدد سكان البوسنة والهرسك 4,364,649 نسمة. أكبر أربع جنسيات محددة هي البوشناق (1,905,274 نسمة، أو 43.65%)، والصرب (1,369,883 نسمة، أو 31.39%)، والكروات (755,883 نسمة، أو 17.32%)، واليوغوسلاف (239,857 نسمة، أو 5.5%).

## وثائق السفر

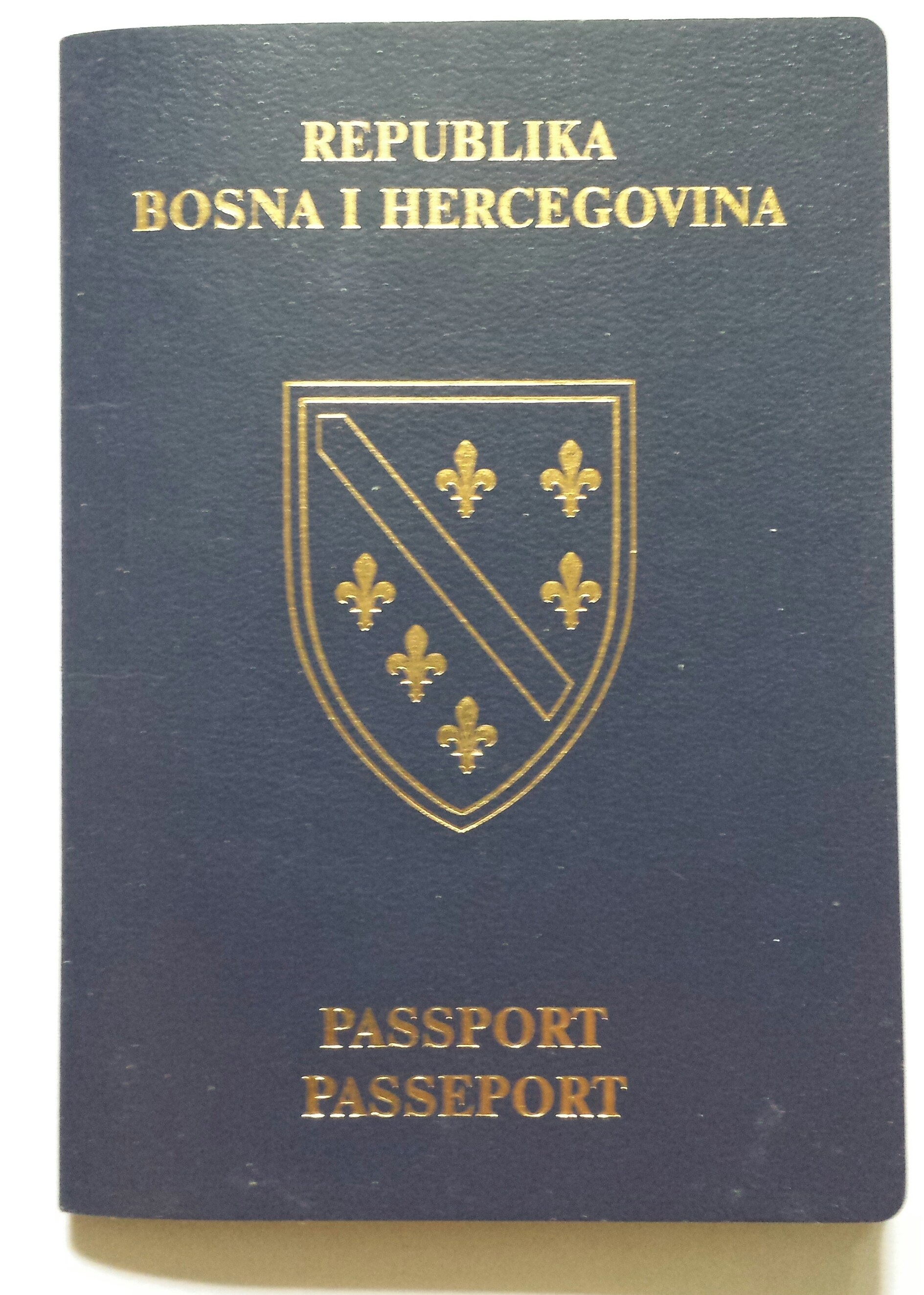
سراييفو تصدر جواز سفر جمهورية البوسنة والهرسك وسفارة زغرب تصدر جواز سفر جمهورية البوسنة والهرسك.

في أكتوبر 1992 تمت طباعة عدد محدود من جوازات سفر جمهورية البوسنة والهرسك وإتاحتها لمواطنيها. سمحت الوثيقة لحامليها بالدخول والخروج من الدولة المشكلة حديثا بشكل قانوني وكذلك الدول الأخرى التي يتم السفر إليها.
كانت الوثائق الرسمية وجوازات السفر للجمهورية سارية المفعول حتى نهاية عام 1997 عندما بدأ تنفيذ اتفاقية دايتون الدولة الحديثة للبوسنة والهرسك. تم استبدال جوازات سفر جمهورية البوسنة والهرسك بجواز سفر البوسنة والهرسك وبطاقة هوية البوسنة والهرسك.

## نظام التعليم

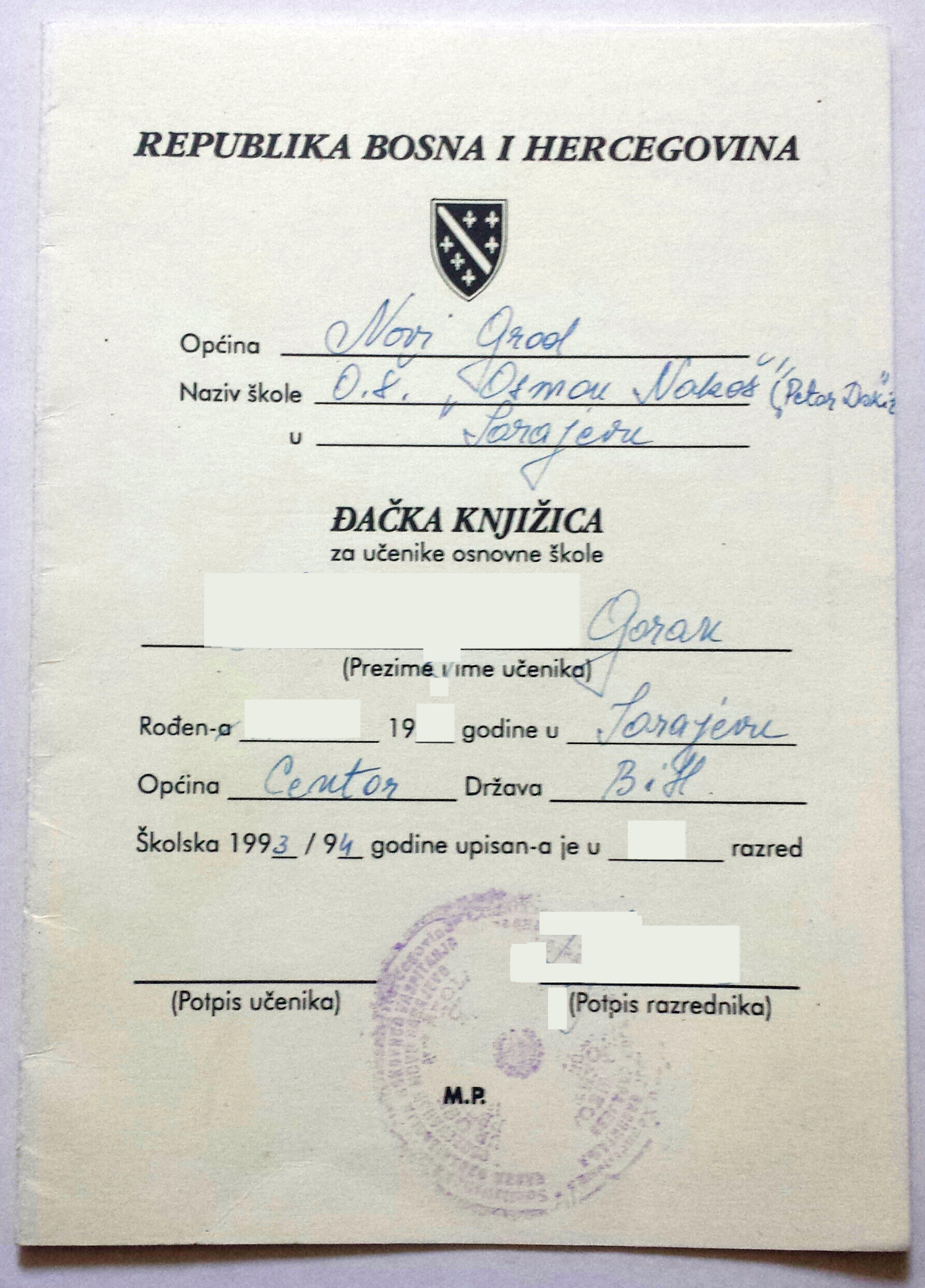
بطاقة تقرير طالب لمدرسة ابتدائية في جمهورية البوسنة والهرسك في زمن الحرب.

خلال حرب البوسنة والهرسك استمر التعليم في المقام الأول في المدن الكبرى. في سراييفو المحاصرة عملت المدارس في فصول دراسية متفرقة في الأقبية في أحياء عبر العاصمة تحت التهديد المستمر لبنادق العدو وقذائف الهاون. كان أعضاء هيئة التدريس بحاجة إلى التكيف مع ظروف الحرب وغالبا ما كانت الفصول الدراسية تُعقد في المنازل والممرات. في بعض الأماكن تم تحويل المباني المدرسية إلى مخيمات للاجئين أو مستشفيات أو مقار عسكرية.
بالنسبة للعام الدراسي 1992-1993 ارتبطت المواد الدراسية والمناهج ارتباطا وثيقا بتلك الموجودة في فترة جمهورية البوسنة والهرسك الاشتراكية. ومع ذلك كان التعليم أثناء الحرب يعاني من العديد من أوجه القصور مثل البنية التحتية غير المستقرة ونقص المعلمين والنقص الحاد في الكتب المدرسية.
تم تغيير أسماء العديد من المدارس في سراييفو خلال فترة جمهورية البوسنة والهرسك وظلت كذلك في البوسنة والهرسك الحالية. غيرت أيديولوجيا يوغوسلافيا الاشتراكية وإنجازات نضال التحرير الوطني العديد من أسماء المدارس لا سيما تلك التي سميت على اسم شخصيات تاريخية يغلب عليها الطابع غير البوسني. تم تغيير 3 مدارس فقط من حوالي ستين مدرسة في العاصمة.

## الجيش

شعار جيش جمهورية البوسنة والهرسك.

كان جيش جمهورية البوسنة والهرسك هو القوات المسلحة لجمهورية البوسنة والهرسك أثناء الحرب في البوسنة والهرسك. تم إنشاء جيش جمهورية البوسنة والهرسك في 15 أبريل 1992 وتم نقل معظم الهيكل من الدفاع الإقليمي السابق للبوسنة والهرسك. تم تعريف الجيش بعد اتفاقية دايتون على أنه المكون البوسني لجيش اتحاد البوسنة والهرسك وبعد الدفاع تحولت الإصلاحات إلى حراس البوسنة والهرسك أحد الألوية الثلاثة للقوات المسلحة للبوسنة والهرسك.

## العملة
بعد إدخال الدينار البوسني واستبدال الدينار اليوغوسلافي كان الدينار البوسني متداولا في معظم الأراضي التي يسيطر عليها جيش جمهورية البوسنة والهرسك. استخدمت المناطق الخاضعة للسيطرة الكرواتية الدينار الكرواتي وأيضا كونا كما تم تقديم الدينار كوسيلة للدفع. بعد وقت قصير من إدخال الدينار تم تفضيل المارك الألماني كوسيلة جديدة للدفع في منطقة البوسنة والهرسك التي يهيمن عليها البوسنيون والكروات. في البوسنة والهرسك الحالية العملة هي المارك البوسني الذي حل محل الدينار والمارك الألماني لكن العديد من المتاجر ومحطات الوقود تقبل اليورو كعملة في الممارسة العملية.

## الخدمة البريدية والطوابع
أنتجت البلاد طوابعها الأولى منذ الاستقلال في عام 1993 تحت قيادة حكومة سراييفو وبدأت في تسجيلها باسم جمهورية البوسنة والهرسك. قبل عام 1993 استخدمت جمهورية البوسنة والهرسك المشكلة حديثا طوابع يوغوسلافيا الاتحادية الاشتراكية ولكن مع كلمات ذات سيادة البوسنة والهرسك على وجه الطوابع.

## الرياضة
بعض الإنجازات الرياضية البارزة لجمهورية البوسنة والهرسك (1992-1997):
1992
- احتلت ميريانا هورفات المركز الثامن في نهائي دورة الألعاب الأولمبية الصيفية 1992 - نظام الرماية بالبندقية الهوائية 10 أمتار سيدات. شاركت جمهورية البوسنة والهرسك لأول مرة في الألعاب الأولمبية خلال دورة الألعاب الأولمبية الصيفية لعام 1992.

1993
- فاز منتخب البوسنة والهرسك لكرة السلة للسيدات بالميدالية الذهبية في كرة السلة في دورة ألعاب البحر الأبيض المتوسط 1993.
- فاز إيفان سوكولوف ممثلا لجمهورية البوسنة والهرسك ببطولة فيدمار التذكارية للشطرنج عام 1993.
- احتل منتخب البوسنة والهرسك لكرة السلة المركز الثامن في بطولة أمم أوروبا لكرة السلة 1993. وكان صباح الدين بلالوفيتش أفضل هدافي البطولة بمتوسط 25 (24.6) نقطة في المباراة الواحدة.

1994
- فاز بوسنا بكأس نادي الشطرنج الأوروبي.
- فاز بريدراغ نيكوليتش ممثلا لجمهورية البوسنة والهرسك ببطولة أمم أوروبا لكرة السلة لعام 1994.
- فاز منتخب جمهورية البوسنة للشطرنج بالمركز الثاني (الميدالية الفضية) في أولمبياد الشطرنج الحادي والثلاثين.
- شارك رياضيو جمهورية البوسنة والهرسك في دورة الألعاب الأولمبية الشتوية 1994.

1995
- فاز إيفان سوكولوف ممثلا لجمهورية البوسنة والهرسك ببطولة الشطرنج الهولندية عام 1995.

1996
- شارك رياضيو جمهورية البوسنة والهرسك في دورة الألعاب الأولمبية الصيفية 1996.
- في 6 نوفمبر 1996 هزم منتخب البوسنة والهرسك لكرة القدم المصنف خامسا[19] على العالم في ذلك الوقت ووصيف كأس العالم 1994 منتخب إيطاليا لكرة القدم 2-1 في سراييفو. في هذه المباراة حقق جمهورية البوسنة والهرسك أول فوز دولي معترف به من قبل الفيفا.

1997
- في 20 أغسطس 1997 هزم منتخب البوسنة والهرسك لكرة القدم المصنف ثالثا[20] على مستوى العالم في ذلك الوقت منتخب الدنمارك لكرة القدم 3-0 في سراييفو.